# Петрова, Антонина Васильевна

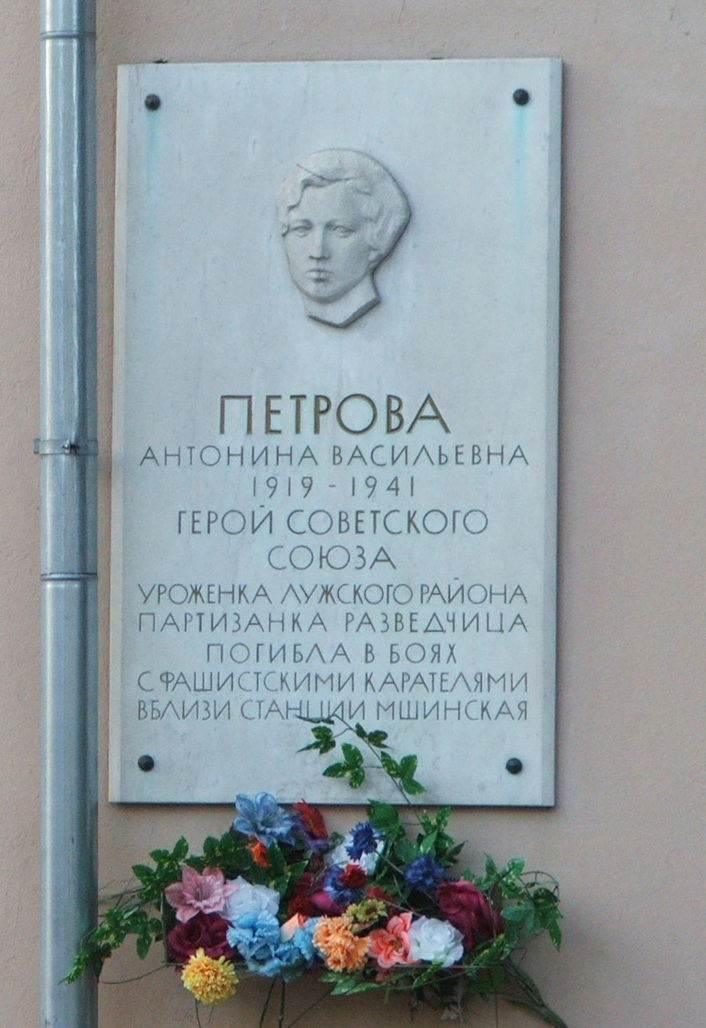
Мемориальная доска установленная на улице её имени в г. Луга

Антонина Васильевна Петрова (14 марта 1915, Стрешево, Петроградская губерния — 4 ноября 1941, Лужский район, Ленинградская область) — Герой Советского Союза, партизанка.

## Биография
Антонина Васильевна Петрова родилась в деревне Стрешево (ныне Лужского района Ленинградской области) в семье крестьянина. Молодой девушкой приехала в Лугу для поступления на профкурсы. Окончив их, стала швеёй. Работала культработником в общежитии, а вскоре была приглашена в райком комсомола заведовать сектором учёта. На заседаниях комитета писала протоколы, выступала редко, но имела репутацию серьёзного, ответственного человека.
С началом войны начала заниматься в санитарном кружке: училась делать перевязки, бегала с носилками. Придя в райком партии с просьбой о зачислении в истребительный батальон, была взята на фронт санитаркой. Истребительный батальон под командованием Лукина насчитывал более трёхсот человек. Люди батальона выполнили несколько диверсионных заданий на прифронтовых дорогах, а также в тылу наступавших гитлеровских войск. Первым заданием было обнаружить вражескую колонну, приближавшуюся к Луге. Е. Колоярова в своих воспоминаниях описывает: 

«Было это так. После настойчивых просьб командир разрешил Тосе участвовать в засаде. Бойцы залегли за частым кустарником у шоссейной дороги… Наконец появилась машина с фашистами… Граната, брошенная Тосей, попала в цель. Вспыхнул развороченный радиатор. Грохнули взрывы позади и впереди немецкой автоколонны. Винтовочный огонь истребителей довершил разгром фашистов».
Через несколько дней после возвращения истребительного батальона в Лугу в августе 1941 года стала членом 2-го партизанского отряда, которым руководили братья Иван и Станислав Полейко. Всего в Луге действовало 8 партизанских отрядов. Они закладывали мины, портили телефонные и телеграфные линии. В течение трёх месяцев — с августа по октябрь 1941 года — минировались дороги Толмачево — Осьмино, Луга — Ляды. Четырежды выводились из строя железнодорожные пути на перегоне Толмачево — Мшинская. Было сбито 4 самолёта.
В отряде Полейко состояло 27 человек. Он совершил успешный налёт на деревню Железо, где в здании школы размещалась хозяйственная часть фашистских войск. Отряд взорвал 6 мостов, один из них на железной дороге Ленинград — Витебск, которая являлась важнейшей магистралью фашистского фронта. А. Петрова участвовала почти во всех боевых операциях, который проводил 2-й Лужский отряд. Также неоднократно отправлялась в разведку. В октябре 1941 года сообщила партизанам о появившихся в районе карателях, благодаря чему отряд Полейко не потерял тогда ни одного человека.
В конце октября разведка из отряда Полейко, в том числе и А. Петрова, были отправлены на станцию Мшинская, о чём стало известно фашистским оккупантам. 4 ноября 1941 года в 10 км к юго-западу от посёлка Мшинская (Лужский район) партизанский лагерь, в котором в это время находилось 11 бойцов, был окружён крупным отрядом карателей. Почти все партизаны погибли в результате скоротечного боя, но Антонина успела занять оборону у пулемётной точки и меткими очередями уничтожила несколько гитлеровцев. Когда у неё кончились патроны, каратели бросились к ней, но она подорвала себя и нескольких врагов гранатой.
Указом Президиума Верховного Совета СССР «О присвоении звания Героя Советского Союза т. т. Никитину И. И., Петровой А. В., Харченко М. С., особо отличившимся в партизанской борьбе в тылу против немецких захватчиков» от 8 апреля 1942 года за «отвагу и геройство, проявленные в партизанской борьбе в тылу против немецких захватчиков» удостоена звания Героя Советского Союза.

## Награды

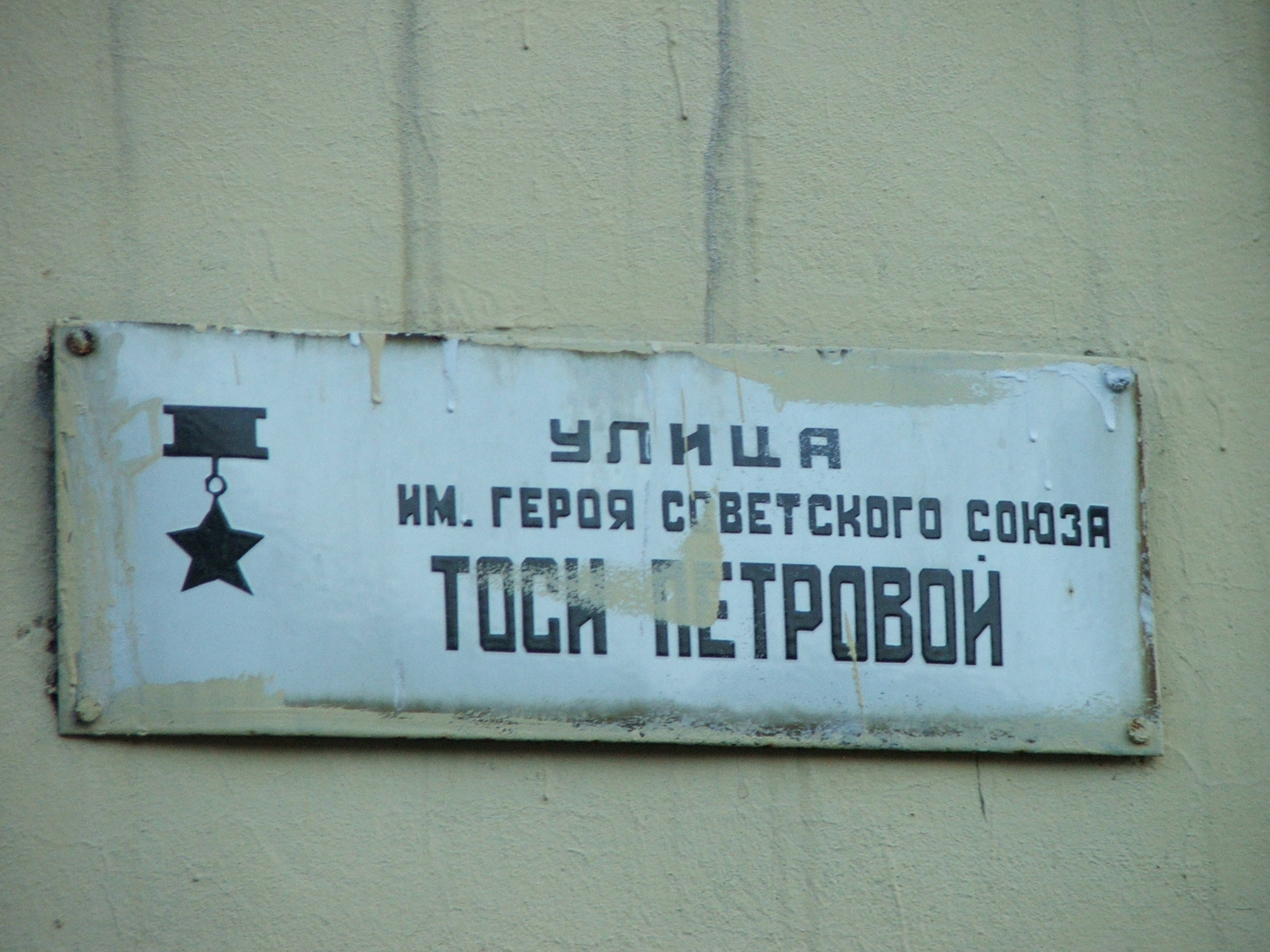
Улица Тоси Петровой в Луге

- Медаль «Золотая Звезда».
- Орден Ленина.

## Память
- похоронена в городе Луга Ленинградской области, где установлен обелиск;
- в лесу, примерно в пяти километрах к западу от платформы имени Антонины Петровой, на месте гибели партизанского отряда установлен памятный знак.
- мемориальная доска установлена в деревне Стрешево;
- аннотационная доска установлена на улице её имени в городе Луге;
- в советское время её имя носила пионерская дружина средней школы в посёлке Толмачёво Лужского района;
- Разъезд Антонины Петровой в Лужском районе Ленинградской области;
- в феврале 2020 года в Лужском историко-краеведческом музее открылась выставка «Ее звали Тося»[3];
- поэма «Тося» (автор лужский поэт Анатолий Матюнин).
- пионерская дружина 266 средней школы города Ленинграда носила имя Антонины Васильевны Петровой

В школе существует музей «Дорогами партизанской славы», в котором есть стенд, посвященный Антонине Петровой, а также фрагменты боеприпасов, собранные на местах боёв в Лужском районе.